# László Kliment
László Kliment (ur. 15 lutego 1983 roku) – węgierski zapaśnik walczący w stylu klasycznym. Zajął piąte miejsce na mistrzostwach świata w 2005. Brązowy medalista uniwersyteckich mistrzostw świata z 2004. Ósmy w Pucharze Świata w 2008. Wicemistrz Europy kadetów w 2000 roku.
Mistrz Węgier w 2005 roku.